# Campeonato Asiático de Judo de 1993
El IX Campeonato Asiático de Judo se celebró en Macao entre el 13 y el 14 de noviembre de 1993 bajo la organización de la Unión Asiática de Judo.
En total se disputaron dieciséis pruebas diferentes, ocho masculinas y ocho femeninas.

## Resultados

### Masculino
| Evento            | Oro                          | Plata                             | Bronce                                                          |
| ----------------- | ---------------------------- | --------------------------------- | --------------------------------------------------------------- |
| –60 kg            | Han Hak-Gwon Corea del Norte | Yasuo Otoguro Japón               | Dorzhpalamyn Narmandaj · Mongolia · Serik Adiganov · Kazajistán |
| –65 kg            | Ivan Karazelidi · Kazajistán | Bae Sang-Il Corea del Sur         | Masahiko Otobe Japón Lee China Taipéi                           |
| –71 kg            | Shigeru Toyama Japón         | Yoon Corea del Sur                | Pak Yong-I Corea del Norte Huang Chien-Lung China Taipéi        |
| –78 kg            | Kozo Kitada Japón            | Lin Yu-Ming China Taipéi          | Yoon Dong-Sik Corea del Sur John Baylon Filipinas               |
| –86 kg            | Hirotaka Okada Japón         | Cho Corea del Sur                 | Serguéi Alimzhanov · Kazajistán · Dalier · Irán                 |
| –95 kg            | Shinichiro Soh Japón         | Davaasambuuguiin Dorjbat Mongolia | Serguéi Shakimov · Kazajistán · Lee Jung-Young · Corea del Sur  |
| +95 kg            | Koichiro Mitani Japón        | Igor Peshkov · Kazajistán         | Mahmud Reza Miran Irán Badmaanyambuuguiin Bat-Erdene Mongolia   |
| Categoría abierta | Jun Konno Japón              | Yoo Corea del Sur                 | Mahmud Reza Miran Irán Badmaanyambuuguiin Bat-Erdene Mongolia   |

### Femenino
| Evento            | Oro                          | Plata                      | Bronce                                               |
| ----------------- | ---------------------------- | -------------------------- | ---------------------------------------------------- |
| –48 kg            | Tang Lihong China            | Atsuko Nagai Japón         | Huang Yu-Shin China Taipéi Kim Corea del Sur         |
| –52 kg            | Hyun Sook-Hee Corea del Sur  | Pak Corea del Norte        | Xian Dongmei China Tseng Hsiao-Fen China Taipéi      |
| –56 kg            | Jung Sun-Yong Corea del Sur  | Poonam Chopra India        | Shizuka Johoji Japón Hu Rong China                   |
| –61 kg            | Jung Sung-Sook Corea del Sur | Wu Mei-Ling China Taipéi   | Yuko Emoto Japón Wu Ching Hui Hong Kong              |
| –66 kg            | Cho Min-Sun Corea del Sur    | Xu China                   | Chen Chiu-Ping China Taipéi Noriko Fujimoto Japón    |
| –72 kg            | Zhao Limin China             | Kim Mi-Jung Corea del Sur  | Yuriko Fukuba Japón Hsu Hui-Yu China Taipéi          |
| +72 kg            | Sun Yanyan China             | Shon Hyun-Me Corea del Sur | Yukari Asada Japón Gapit Filipinas                   |
| Categoría abierta | Gao China                    | Kaori Suzuki Japón         | Lee Hsiao-Hung China Taipéi Yeh Wen-Hua China Taipéi |

## Medallero
| Núm. | País            | Oro | Plata | Bronce | Total |
| ---- | --------------- | --- | ----- | ------ | ----- |
| 1    | Japón           | 6   | 3     | 6      | 15    |
| 2    | Corea del Sur   | 4   | 6     | 3      | 13    |
| 3    | China           | 4   | 1     | 2      | 7     |
| 4    | Kazajistán      | 1   | 1     | 3      | 5     |
| 5    | China Taipéi    | 0   | 2     | 8      | 10    |
| 6    | Corea del Norte | 1   | 1     | 1      | 3     |
| 7    | Mongolia        | 0   | 1     | 3      | 4     |
| 8    | India           | 0   | 1     | 0      | 1     |
| 9    | Irán            | 0   | 0     | 3      | 3     |
| 10   | Filipinas       | 0   | 0     | 2      | 2     |
| 11   | Hong Kong       | 0   | 0     | 1      | 1     |
|      | TOTAL           | 16  | 16    | 32     | 64    |